# Lista över borgmästare i Sundsvall
Detta är en lista över staden Sundsvalls stads borgmästare.

## Borgmästare i Sundsvall
Borgmästare i Sundsvalls stad före 1971.
| Ämbetstid | Namn                             | Levnadstid                                   |
| --------- | -------------------------------- | -------------------------------------------- |
| 1700–1727 | Lorens Bachman                   | –1727                                        |
| 1727–1736 | Johan Smareus                    | 1697–1761                                    |
| 1738–1750 | Martin Lundeberg                 | 1708–1779                                    |
| 1750-1779 | Eric Rödström kopparslagsmästare | 1724-1803. anfader till f. Borgmästare Modin |
| 1779–1801 | Sven Daniel Forsberg             | 1735–1801                                    |
| 1803–1812 | Jonas Ullberg                    | 1767–1844                                    |
| 1830–1860 | Carl Adolf Modin                 | 1797–1860                                    |
| 1858–1871 | Magnus Ahlgren                   | 1823–1871                                    |
| 1872-1878 | Lars Fredrik August Frölén       | 1831-1878                                    |
| 1878–1890 | Rudolf Björck                    | 1837–1894                                    |
| 1895–1908 | Johan Otto Drake                 | 1847–1912                                    |
| 1908–1911 | Gustaf Andersson                 | 1853–1914                                    |
| 1913–1918 | Bernhard Elfström                | 1860–1918                                    |
| 1920–1947 | Leonard Groth                    | 1870–1951                                    |
| 1948–1954 | Åke von Schultz                  | 1908–1976                                    |
| 1954–1971 | Bengt Åström                     | 1913–1990                                    |